# Alma (Georgia)
Alma es un pueblo ubicado en el condado de Bacon en el estado estadounidense de Georgia. En el censo de 2000, su población era de 3.236.

## Demografía
En el 2000 la renta per cápita promedia del hogar era de $20,324, y el ingreso promedio para una familia era de $21,941. El ingreso per cápita para la localidad era de $11,574. Los hombres tenían un ingreso per cápita de $25,362 contra $15,583 para las mujeres.

## Geografía
Alma se encuentra ubicado en las coordenadas 31°32′30″N 82°28′0″O / 31.54167, -82.46667 (31.541543, -82.466666).
Según la Oficina del Censo, la localidad tiene un área total de 15 km² (5,8 mi²), de la cual 14,8 km² (5,7 mi²) es tierra y 0,2 km² (0 mi²) (1.3 %) es agua.